# 카라그푸르
카라그푸르(영어: Kharagpur, 줄여서 KGP)는 인도 서벵골주에 위치한 산업 도시이다. 인구는 299,683명(2011년 기준), 면적은 321km2이며 높이는 해발 61m이다. 

## 위치
콜카타 서쪽 100km, 미드나포르와 하르더강을 사이에 두고 남쪽에 위치한다. 

## 특징
- 철도 차량 제조를 비롯하여 철도에 관계되는 공장이 많다. 철도 교통의 요지로, 콜카타에서 다모다르강 유역의 공업지대로 가는 노선과 아산솔에서 남하하여 오디샤주 방면으로 통하는 노선이 연결된다.
- 차량 · 기계 대공장이 있으며 화학공업 · 견직공업이 성하다.

- 카라그푸르 기차역 플랫폼의 길이는 3,519피트이며, 세계에서 3번째로 긴 철도 플랫폼으로 기록되어 있다.[1]

## 교육
1951년에 첫 인도 공과대학교로 창립된 인도 공과대학교 카라그푸르(IIT Kharagpur)의 소재지이다.

## 산업
카라그푸르는 큰 산업 환경을 가지고 있다. 콜카타와의 근접성, 우수한 철도 및 도로 연결성, 노동력 및 원자재로 인해 여러 대형 산업 공장이 위치해 있다. 많은 작은 제철 공장과 쌀 공장이 위치해 있다. 비드야사가르(Vidyasagar) 산업 단지가 위치해 있으며 IT 파크 설립도 진행 중이다.

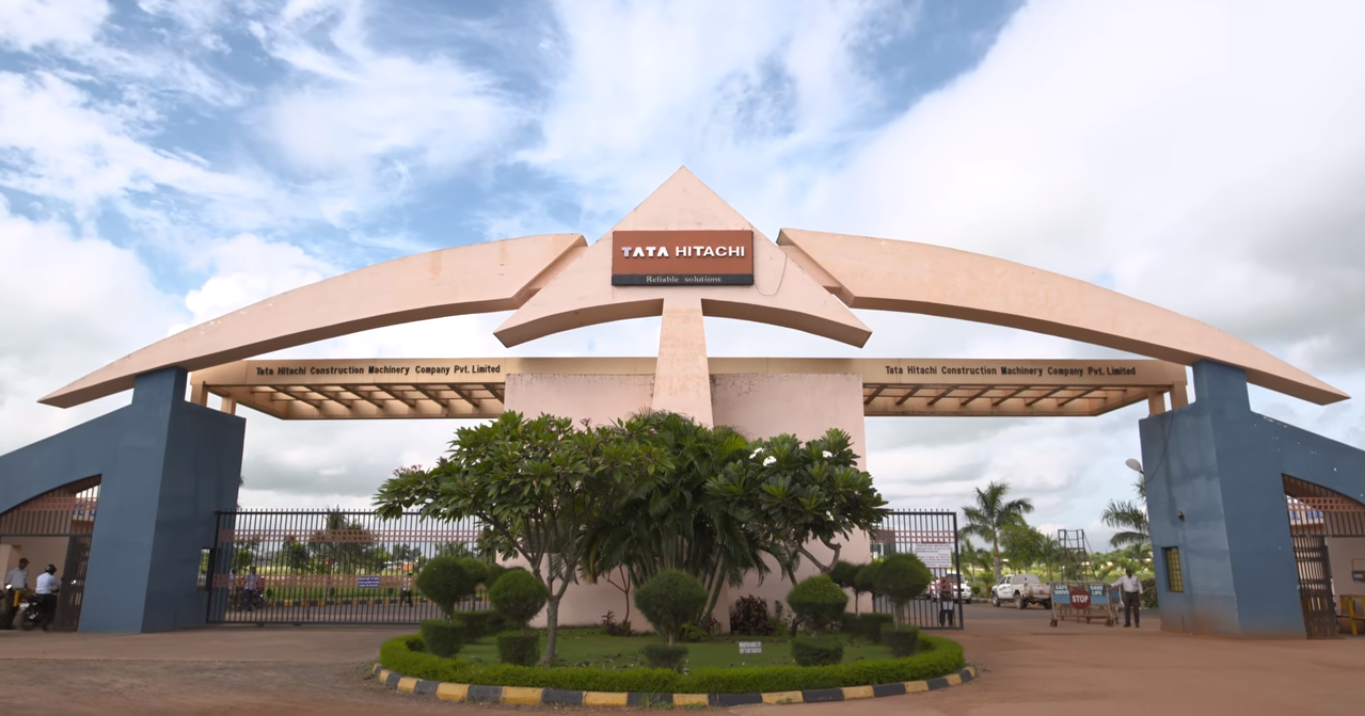
비드야사가르 산업 공원의 Tata Hitachi 시설 입구
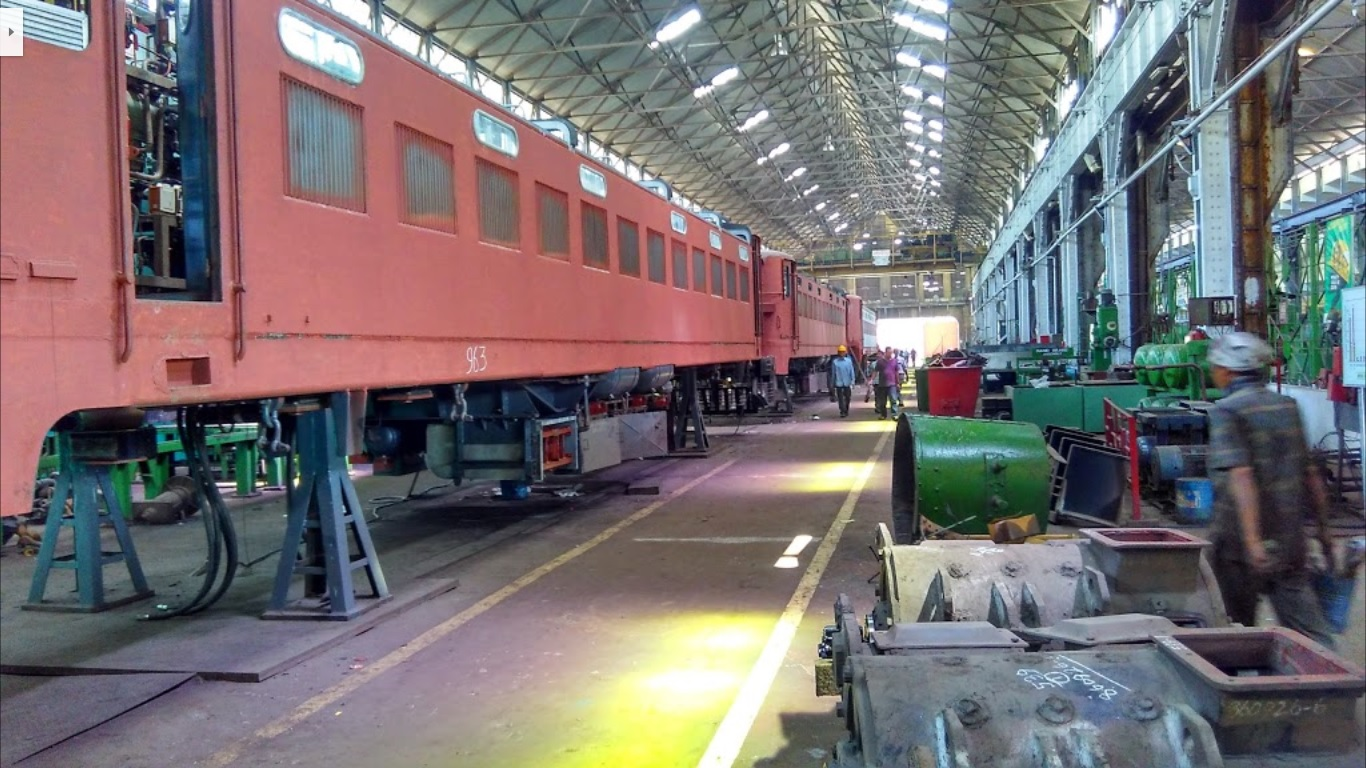
카라그푸르 철도 워크샵
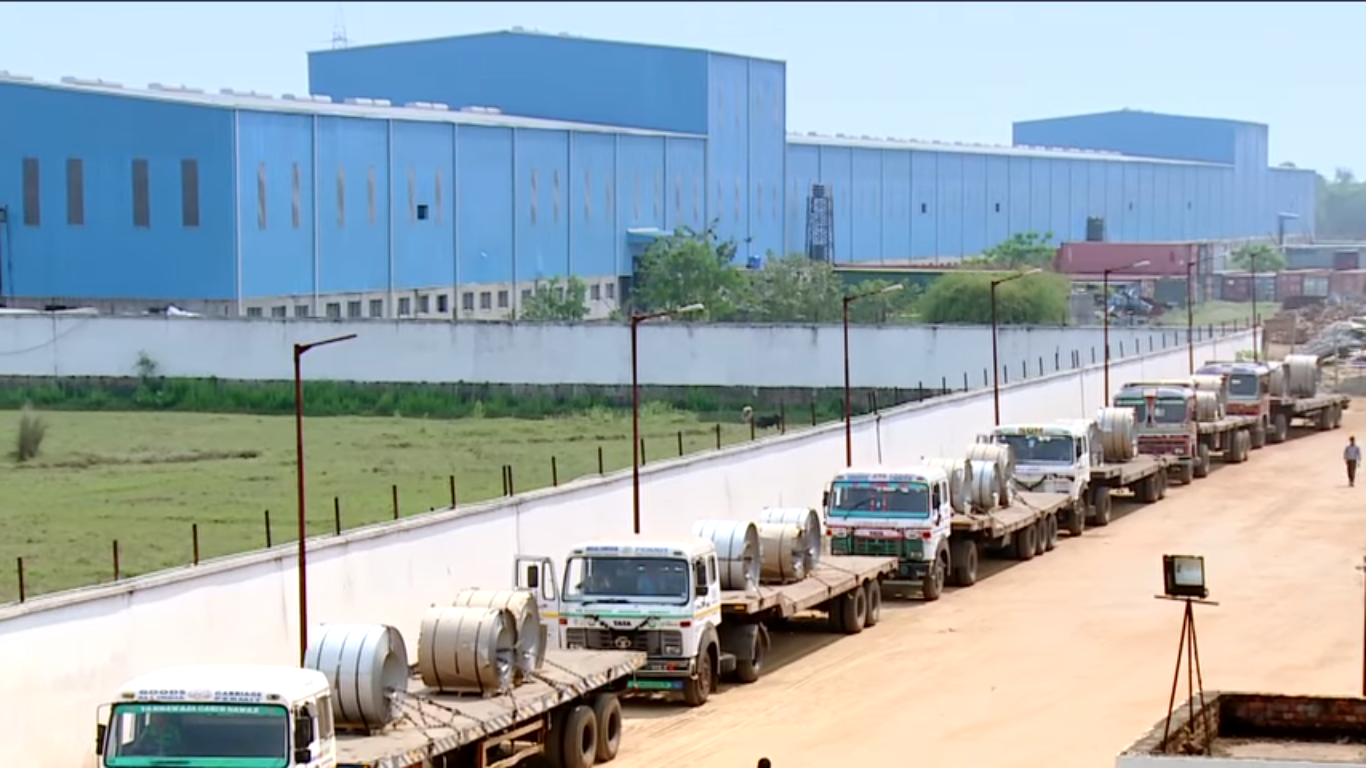
카라그푸르의 비드야사가르 산업 단지 내부